# Oktober 2008
| Oktober 2008 |
| Månader under 2008: Januari · Februari · Mars · April · Maj · Juni · Juli · Augusti · September · Oktober · November · December ← December 2007 · Januari 2009 → |

## Händelser
- 6 oktober - Nobelpriset i medicin går till Harald zur Hausen, Tyskland, Luc Montagnier, Frankrike, och Francoise Barré-Sinoussi, Frankrike.
- 7 oktober - Nobelpriset i fysik går till Yoichiro Nambu, USA, Makoto Kobayashi, Japan, och Toshihide Maskawa, Japan.
- 8 oktober - Nobelpriset i kemi går till Osamu Shimomura, Japan, Martin Chalfie, USA, och Roger Tsien, USA.
- 8 oktober - Volvo meddelar att 4 000 jobb kommer att försvinna.[1]
- 11 oktober - Nordkorea räknas inte längre till "Ondskans axelmakter" efter att amerikanska ambetsmän fick möjlighet att undersöka landets kärnvapenprogram.

### Fotnoter
1. ↑  Johanna Melén, Tobias Österberg (8 oktober 2008). ”Volvo varslar över 3 000”. Aftonbladet. http://www.aftonbladet.se/nyheter/article11531685.ab. Läst 11 september 2016.